# Liste der Einträge im National Register of Historic Places im Union County (Iowa)

Lage des Union County in Iowa

Die Liste der Einträge im National Register of Historic Places im Union County in Iowa führt alle Bauwerke und historischen Stätten im Union County auf, die in das National Register of Historic Places aufgenommen wurden.

## Aktuelle Einträge
| [ 2 ] | Name                                                    | Bild                                                    | Eintragsdatum        | Lage                                                                     | Ort     | Beschreibung                                                                                                   |
| ----- | ------------------------------------------------------- | ------------------------------------------------------- | -------------------- | ------------------------------------------------------------------------ | ------- | --- |
| 1     | Chicago, Burlington and Quincy Railroad-Creston Station | Chicago, Burlington and Quincy Railroad-Creston Station | 1973 ID-Nr. 73000739 | 200 West Adams Street 41° 2′ 21″ N, 94° 20′ 34″ W                        | Creston | 1899 errichtete Bahnstation der früheren Chicago, Burlington and Quincy Railroad (heute Teil der BNSF Railway) |
| 2     | Grand River Bridge                                      |                                                         | 1998 ID-Nr. 98000479 | Brücke der 230th Street über den Grand River 40° 57′ 48″ N, 94° 2′ 20″ W | Arispe  | 1890 errichtete Fachwerkbrücke; heute für den Verkehr geschlossen                                              |
| 3     | Iowana Hotel                                            | Iowana Hotel                                            | 2009 ID-Nr. 09000298 | 203 West Montgomery Street 41° 3′ 31″ N, 94° 21′ 45,9″ W                 | Creston | 1920 errichtetes Hotel                                                                                         |
| 4     | Jefferson Elementary School                             | Jefferson Elementary School                             | 2002 ID-Nr. 02001223 | 501 North Cherry 41° 3′ 44″ N, 94° 21′ 22″ W                             | Creston | 1937 im Stil der Moderne errichtetes Schulgebäude                                                              |
| 5     | Odd Fellows Block                                       |                                                         | 2014 ID-Nr. 13001079 | 175 East Kansas Street 41° 1′ 41,6″ N, 94° 11′ 48,6″ W                   | Afton   | 1883 im Italianate-Stil errichtetes zweistöckiges Geschäftshaus                                                |
| 6     | U.S. Post Office                                        | U.S. Post Office                                        | 1978 ID-Nr. 78001264 | Maple Street 41° 3′ 33″ N, 94° 21′ 58″ W                                 | Creston | 1901 errichtetes Gebäude für Bundesbehörden (Post, Bundesgericht)                                              |